# Alfredo Varelli
Alfredo Varelli est un acteur italien (né Alfredo Ciavarella à Saracinesco le 31 août 1914 et mort le 18 août 1996 à Rome).

## Biographie
Alfredo Varelli débute en 1934 dans le film La Vieille Garde d'Alessandro Blasetti.
Il joue les principaux rôles dans La Farce tragique et Quo vadis.

## Filmographie partielle
- 1934 : La Vieille Garde (Vecchia guardia) d'Alessandro Blasetti
- 1942 : La Farce tragique (titre original : La cena delle beffe) d'Alessandro Blasetti
- 1942 : Fedora de Camillo Mastrocinque
- 1945 : Il sole di Montecassino (littéralement : Le Soleil de Mont-Cassin) de Giuseppe Maria Scotese.
- 1945 : All'ombra della gloria de Pino Mercanti
- 1951 : Quo vadis de Mervyn LeRoy
- 1960 : Le Géant de Thessalie (titre original : I giganti della Tessaglia) de Riccardo Freda
- 1960 : La Charge de Syracuse (titre original :L'assedio di Siracusa) de  Pietro Francisci.
- 1961 : La Reine des Amazones  (titre original : La regina delle amazzoni) de Vittorio Sala.
- 1962 : Ponce Pilate (Ponzio Pilato) de Gian Paolo Callegari et Irving Rapper
- 1964 : Spartacus et les Dix Gladiateurs (titre original : Invincibili dieci gladiatori) de Nick Nostro
- 1966 : Gringo joue sur le rouge (titre original : 7 dollari sul rosso ) de  Alberto Cardone
- 1987 : Le Ventre de l'architecte (titre original : The Belly of an Architect) de Peter Greenaway.
- 1997 : Pour l'amour de Roseanna (titre original : Roseanna's Grave) de Paul Weiland